# Boissia
Boissia là một xã trong vùng hành chính Franche-Comté, thuộc tỉnh Jura, quận Lons-le-Saunier, tổng Clairvaux-les-Lacs. Tọa độ địa lý của xã là 46° 35' vĩ độ bắc, 05° 44' kinh độ đông. Boissia nằm trên độ cao trung bình là 484 mét trên mặt nước biển, có điểm thấp nhất là 426 mét và điểm cao nhất là 528 mét. Xã có diện tích 5.67 km², dân số vào thời điểm 1999 là 104 người; mật độ dân số là 18 người/km².